# Battaglia di Călugăreni
La battaglia di Călugăreni fu una delle più importanti battaglie nella storia della Romania. Si svolse il 23 agosto del 1595 (13 agosto nel vecchio computo) tra l'armata valacca guidata da Michele il Coraggioso (Mihai Viteazul) ed i turchi al comando di Sinan Pasha.
L'entità dell'armata ottomana che partecipò alla lotta è ancora oggetto di discussione: c'è chi parla di 70 000 e chi di 180 000 effettivi; stando a quanto riportato dall'ambasciatore spagnolo si sarebbe invece trattato di soli 20 000 turchi schierati contro 10 000 valacchi.
Il numero delle forze valacche è più sicuro: Michele il Coraggioso poteva contare su un'eterogenea armata di 16 000 uomini (8 000 soldati reclutati tra i contadini valacchi; 2 000 transilvani al comando di Albert Kiraly e da alcuni distaccamenti di mercenari cosacchi, polacchi e moldavi) e 12 cannoni da campo. A causa dell'evidente svantaggio numerico, il voivoda scelse un terreno di scontro che vanificasse la superiorità degli effettivi turchi. A sud del villaggio di Călugăreni, alla confluenza tra il fiume Câlniștea ed il Neajlov: un terreno paludoso circondato da foreste, il cui unico sentiero passava per un ponte sul fiume Neajlov.
Lo scontro sviluppò in tre fasi.

## Lo scontro

### Fase I
Il 23 agosto 1595 la cavalleria valacca sorprese quella ottomana di fronte al villaggio e la spinse verso il Neajlov. Michele si posizionò con 10 000 uomini e 10 cannoni a nord del fiume ed a sud del villaggio. I 6 000 transilvani di Király vennero schierati in riserva, a nord-ovest di Călugăreni, per bloccare qualsiasi attacco portato nella direzione del villaggio di Singureni. Dopo la mischia della cavalleria, Sinan Pasha inviò 12 000 uomini incontro a Michele. Il voivoda affrontò i turchi sul fiume e, dopo un massiccio bombardamento, li ricacciò indietro.
La prima fase dello scontro si chiuse con un netto vantaggio per i valacchi.

### Fase II
La seconda fase cominciò a mezzogiorno, quando Sinan Pasha mandò alla carica tutte le sue forze. I Giannizzeri mossero l'attacco frontale al ponte, mentre Mehmet Satîrgi Pasha aggirava il nemico da est e Hasan Pasha (Beylerbey di Rumelia) da ovest. I giannizzeri non solo caricarono il ponte ma si fecero anche largo nella palude; vennero inizialmente bloccati, ma nel frattempo la cavalleria turca aveva attraversato il fiume grazie ad un guado ad est della mischia ed era libera di minacciare il fianco sinistro del nemico. Michele si ritirò, abbandonando i cannoni; si portò con le truppe a nord del villaggio ove bloccò l'avanzata turca.
La seconda fase dello scontro arrise agli ottomani.

### Fase III
Nel pomeriggio, Michele il Coraggioso caricò il nemico, aprendo la fase finale dello scontro. 400 cavalieri di rinforzo, arrivati con il capitano Cocea, vennero impegnati in una manovra di accerchiamento. I turchi di Mehmet Satîrgi Pasha vennero schiacciati contro i Giannizzari e le forze ottomane si trovarono così chiuse in uno spazio angusto a ridosso del Neajlov. Il contrattacco valacco, raggiunto il ponte, si rafforzò per l'uso dei riconquistati cannoni che infersero notevoli perdite al nemico. Sinan Pasha cercò di risolvere lo scontro avanzando con la sua guardia ma venne spiazzato dalla carica del capitano Cocea che lo attaccò da tergo per poi minacciare il campo ottomano presso il villaggio di Hulubești. Nella disastrosa ritirata, Sinan Pasha rischiò la vita: disarcionato, cadde nella palude ma si salvò grazie all'intervento di un servitore. Michele, attaccato sul fianco destro dalle forze di Hasan Pasha, non poté inseguire Sinan Pasha.
Lo scontro si chiuse con la vittoria valacca sulle forze turche di Hasan Pasha, rimaste a coprire la ritirata ottomana.

## Dopo la battaglia
Il confronto delle perdite (circa 1 000 valacchi contro 10 000 turchi) conferma la vittoria netta del voivoda Michele sul nemico. Dato l'esiguo numero delle sue forze, il principe valacco fu comunque costretto ad interrompere la sua campagna. Si ritirò a Stoenești, abbandonando Bucarest e Târgoviște.
Sinan Pasha conquistò Bucarest e vi lasciò Mehmed Pasha con 10 000 uomini, poi occupò Târgoviște e vi lasciò 1 500 soldati e 30 cannoni. Il grosso delle forze turche mosse a quel punto verso il campo invernale di Michele, a Stoenești, ma si limitò a posizionarsi di fronte al voivoda senza attaccare.
Il 6 settembre, István Bocskai, consigliere e zio del voivoda di Transilvania Sigismondo Báthory, raggiunse Michele il Coraggioso con un rinforzo di 7 500 cavalieri. Al principio di ottobre arrivarono altre truppe a rinfoltire i ranghi dei crociati valacchi: 1 500 soldati inviati dagli Asburgo e 300 cavalieri dal Granducato di Toscana. Le forze combinate dei cristiani attaccarono i turchi e li sconfissero a Târgoviște (18 ottobre), Bucarest (22 ottobre) e Giurgiu (26 ottobre).